# Roque Raquel Salas Rivera
Roque Raquel Salas Rivera (Mayagüez, 26 de diciembre de 1985) es un poeta puertorriqueño de género no binario. Fue seleccionado como el cuarto Poeta Laureado de Filadelfia en 2018.

## Educación y primeros años de vida
Durante su infancia vivió en California, Nebraska, Alabama y Texas. Regresó a Puerto Rico durante su adolescencia y se mudó a Filadelfia para realizar estudios de posgrado. Su abuelo, Sotero Rivera Avilés, fue un poeta puertorriqueño perteneciente a la Generación Guajana, al igual que su madre, la lingüista Yolanda Rivera Castillo.
Asistió a la Universidad de Puerto Rico en Mayagüez para obtener su título universitario y tuvo un papel fundamental en la organización de protestas estudiantiles en el campus en 2010.
Tiene un doctorado en Literatura Comparada y Teoría Literaria de la Universidad de Pensilvania.

## Carrera y escritura
Al ser bilingüe escribe en español e inglés, sobretodo de su experiencia migrante en Estados Unidos, del estatus colonial de Puerto Rico y su identificación como puertorriqueño queer y filadelfiano.

Al hablar sobre su herencia, el autor reconoce que las personas que migran tienen múltiples hogares y lealtades, y afirma que:
Mi hogar es Filadelfia y mi hogar es Puerto Rico.
Prefiere escribir en español, y en ocasiones traduce sus obras al inglés. Para las lecturas públicas, a menudo recita obras solo en español. Según el poeta, "es un acto político" que un público no hispanohablante escuche un idioma que no entiende, porque el malestar momentáneo hace eco de las luchas cotidianas de los inmigrantes que aún no entienden el idioma de su nuevo país. En sus escritos, a menudo, deja algunas palabras sin traducir, a las que se refiere como "nudos" que "resisten la asimilación y la pérdida", ya que el lenguaje y la experiencia pueden estar tan estrechamente ligados que desafían la separación.
Su trabajo lo terciario/the terciary se enfoca en la crisis de la deuda de Puerto Rico y el impacto económico y social de la medida del Congreso de los Estados Unidos de 2016 llamada Ley PROMESA que transfirió el control de las finanzas de la isla y la deuda pendiente a una junta de control externa. Salas tituló cada sección del libro según las ideas económicas marxistas de El capital: El proceso de producción de deuda, El proceso de circulación de la deuda y Notas sobre una circulación descarrilada, comenzando cada poema con una cita de Karl Marx, como una crítica y también como una subversión del lenguaje marxista.
El poeta se identifica como de género no binario y se refiere a sí mismo con el pronombre "él". Ha adoptado la palabra buchipluma como neologismo de «butch emplumado no binario» para describir su identidad de género.
Una de sus inspiraciones es el cantante puertorriqueño de trap latino Bad Bunny. Afirma que la poesía le ha dado un medio para hablar de las cosas, haciendo referencia a la identidad de género. Reconociendo la falta histórica de voces de personas transgénero en la literatura, ha intentado navegar esta brecha al hablar desde una perspectiva transgénero. A través de su escritura y activismo cívico, busca involucrar a la gente en todos los vecindarios de Filadelfia y hacer una Filadelfia que sea segura para la diferencia.
Durante su periodo como Poeta Laureado de Filadelfia, creó un festival de poesía multilingüe llamado We (Too) Are Philly inspirado en la obra I, Too del poeta afroamericano Langston Hughes. El festival de verano de 2018, coorganizado con Ashley Davis, Kirwyn Sutherland y Raena Shirali, contó con la participación de poetas de color de Filadelfia. El objetivo de los organizadores era diversificar la escena poética para alentar la mezcla o la desegregación de las audiencias, mientras seleccionaban lugares de importancia para vecindarios particulares de Filadelfia que generalmente no albergan lecturas de poesía.

## Vida personal
En 2017, Salas Rivera y Allison Harris recaudaron miles de dólares para ayudar a la población lesbiana, gay, bisexual y transgénero de Puerto Rico que sufrió el impacto del huracán María ese año. A través de sus esfuerzos, pudo llevar a 5 personas queer/transgénero a los Estados Unidos y apoyarlas con la ayuda del Centro Mazzoni. Ese mismo año, junto a Ricardo Alberto Maldonado, Erica Mena y Carina del Valle Schorske, publicaron Puerto Rico en mi corazón, una serie de panfletos bilingües de poetas puertorriqueños contemporáneos. Todas las ganancias de la venta de los panfletos fueron donadas a la organización de base Taller Salud, con el fin de ayudar en la recuperación tras la devastación causada por el impacto de los huracanes Irma y María.

## Obras
Libros de poesía
- 2022: antes que isla es volcán / before island is volcano. Beacon Press
- 2020: x/ex/exis. Bilingual Press/Editorial Bilingüe.
- 2019: Puerto Rico en mi corazón, ed. Salas Rivera, Maldonado, Mena, Del Valle Schorske, Anomalous Press.
- 2019: while they sleep (under the bed is another country). Aves, LLC.
- 2018: lo terciario/the tertiary
- 2017: tierra intermitente/intermittent land. Ediciones Alayubia, 1ª ed.
- 2017: Desdomínios. Douda Correria. (traducción al portugués)
- 2016: oropel/tinsel.
- 2011: Caneca de anhelos turbios

Libros de artista
- Gringo Death Coloring Book, con arte de Erica Mena y Mariana Ramos Ortiz

Trabajos editoriales
- #27 :: Indigenous Futures and Imagining the Decolonial, co-editado con BBP Hosmillo y Sarah Clark, Anomalous Press.
- Puerto Rico en mi corazón, coeditado con Erica Mena, Ricardo Alberto Maldonado y Carina del Valle Schorske, Anomalous Press.
- The Wanderer, coeditor, 2016-2018.

Contribución a antologías
- 2018: Small Blows Against Encroaching Totalitarianism, ISBN 9781944211615, OCLC 1049785850

Salas Rivera también ha publicado en publicaciones periódicas como la Revista del Instituto de Cultura Puertorriqueña, Apiary, Apogee, BOAAT y Boston Review.

## Reconocimientos
- Fue artista residente de la Kimmel Center Jazz Residency 2018-2019, Playwright Fellow de 2019 en el programa de teatro del Instituto Sundance, escritor residente de 2020 para el Festival de Literatura de Noruega y artista residente de 2020 de MacDowell Colony.[16][17]
- Fue becario en 2018 del Taller de Poesía CantoMundo para del desarrollo de poetas y poesía latina.
- Fue elegido como el cuarto Poeta Laureado de Filadelfia en 2018, bajo los auspicios de la Biblioteca Libre de Filadelfia. Según el comité de selección, el poeta fue elegido por su deseo de utilizar la poesía para abordar el tema de la diversidad en Filadelfia y su comunidad puertorriqueña.[15]
- Recibió el Premio Ambroggio 2018 de la Academia de Poetas Estadounidenses, en honor a poetas cuya primera lengua es el español, por su manuscrito x/ex/exis (poemas para la nación).[18]
- Su trabajo lo terciario/the tertiary fue preseleccionado para el Premio Nacional del Libro de Poesía en 2018 y ganó el Premio Literario Lambda de Poesía Transgénero 2018.[19][20]
- En 2019, ganó la Laureate Fellowship de la Academia de Poetas Estadounidenses.
- Su trabajo while they sleep (under the bed is another country) fue preseleccionado para el Premio Pen America Open Book 2020.
- Es un Escritor 2019-2021 para el Fondo de Arte por la Justicia en el Centro de Poesía de la Universidad de Arizona.